# Electronic (együttes)
Az Elelctronic kezdetben populáris-elektronikus, később alternatív zenét játszó zenekar, mely 1988-ban alakult. Tagjai Bernard Summer (a New Order frontembere) énekes - gitáros és az ex-The Smiths gitáros Johnny Marr. 
A korai időszakban tagja volt a csapatnak Neil Tennant, a Pet Shop Boys énekese is,
1995-ben pedig a Kraftwerk egyik meghatározó tagja, Karl Bartos csatlakozott hozzájuk egy lemez erejéig.
A zenekar három lemezt jelentetett meg 1989 és 1999 között, melyek közül az Electronic debütáló lemez volt a legsikeresebb.

## Diszkográfia

### Albumok
- Electronic (1991. május) – (UK), (US)
- Raise the Pressure (1996. július) – (UK), (US)
- Twisted Tenderness (1999. április) – (UK)
- Get the Message - The Best of Electronic (2006. szeptember)